# Qiaodi (köpinghuvudort i Kina, Shaanxi, lat 34,61, long 108,72)
Qiaodi (kinesiska: 桥底, 桥底镇) är en köpinghuvudort i Kina. Den ligger i provinsen Shaanxi, i den nordvästra delen av landet, omkring 41 kilometer nordväst om provinshuvudstaden Xi'an. Antalet invånare är 28 920. Befolkningen består av 14 611 kvinnor och 14 309 män. Barn under 15 år utgör 12,0 %, vuxna 15-64 år 79 %, och äldre över 65 år 7,0 %.
Runt Qiaodi är det mycket tätbefolkat, med 1 517 invånare per kvadratkilometer. Närmaste större samhälle är Jinggan, 13,7 km sydost om Qiaodi. Trakten runt Qiaodi består till största delen av jordbruksmark.
Genomsnittlig årsnederbörd är 619 millimeter. Den regnigaste månaden är september, med i genomsnitt 142 mm nederbörd, och den torraste är december, med 1 mm nederbörd.